# Gertrude Moakley
Gertrude Charlotte Moakley, född 18 februari 1905 i Pittsburgh, Pennsylvania, död 28 mars 1998 i St. Petersburg, Florida, var en amerikansk bibliotekarie och tarotforskare. Moakley är känd för att ha skrivit den tidigaste och mest betydelsefulla redogörelsen för ikonografin av tarot, ett kortspel som har sitt ursprung i den italienska renässansen. Hon arbetade på New York Public Library.
Idag är tarot både ett populärt spel och ett föremål för fascination för ockultister, spåkonstnärer och New Age-entusiaster runt om i världen. Även om Moakley skrev och talade om de senare ämnena (Moakley, 1954; Papus, 1958; Waite, 1959), är hon ihågkommen för att ha skrivit en av de få vetenskapliga böckerna om tarots historia och betydelsen av de allegoriska trumfkorten. Hennes artikel från 1956 om ämnet och hennes bok från 1966 hyllades av Erwin Panofsky, den främste konsthistorikern vid Warburg School, såväl som av Michael Dummett, den framstående forskaren inom spelkorts- och tarothistoria.

## Biografi
Moakley föddes i Pittsburgh, Pennsylvania, den 18 februari 1905. Hennes föräldrar var Arthur Irving Moakley och Josephine Henry (född Barrett).
Hon tog sin kandidatexamen i klassiska studier från Barnard College 1926 och en examen i biblioteksvetenskap från Columbia University School of Library Science 1928. När hon gick på Barnard 1926 belönades hon med Tatlock-priset (uppkallat för att hedra Jean Tatlock).
Efter examen började Moakley arbeta som bibliotekarie för New York Public Library (NYPL). Hon föreläste om katalogarrangemang vid New York University, publicerade artiklar i NYPL Bulletin och Journal of Cataloging and Classification. Hon var ordförande för en särskild kommitté som reviderade arkiveringskoden för NYPL Circulation Department.
Moakley var även ordförande för American Library Association. Hon var också ordförande i en kommitté som reviderade ALA:s regler för arkivering av katalogkort. Hon förekommer i bibliotekariernas kataloger från 1933 till 1970 och hon publicerade flera böcker om arkiveringskoder.
1984 flyttade hon till Florida. Moakley dog i St. Petersburg, Florida, den 28 mars 1998.

## Moakley och modern tarot
Den samtida fascinationen för Tarot utvecklades på 1970-talet, men två decennier tidigare skrev och talade Moakley om ämnet. Hon publicerade artiklar, skrev introduktioner till två av de mest inflytelserika böckerna i ämnet och blev inbjuden av Eden Gray att medverka i Long John Nebels radioprogram 1954 publicerade Moakley en artikel, "The Waite-Smith Tarot: A Footnote to The Waste Land", som handlade om TS Eliots användning av Tarot-motiv i hans verk Det öde landet, från 1922.

## Visconti-Sforza Tarot

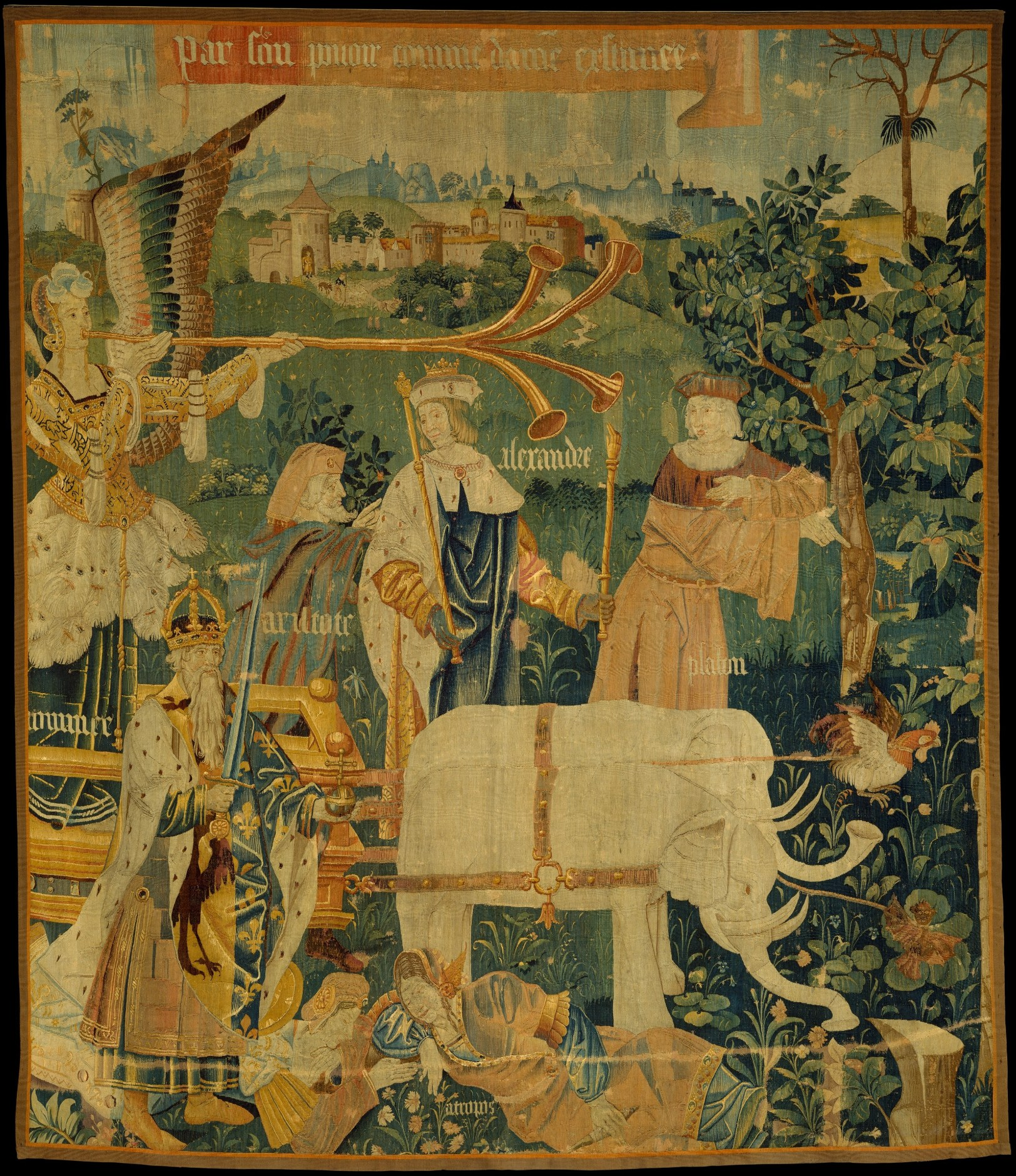
Triumph of Fame Tapestry på Metropolitan Museum; flamländsk, 1600-talet.

En av de viktigaste insikterna Moakley bidrog med var hennes erkännande av att Tarot i första hand var ett kortspel, och att spelet kallades trionfi. Moakley hade identifierat tarotens ursprungliga namn som Trionfi, som i carte da trionfi. Detta var inte konventionell visdom varken då, på 1950-talet eller idag.
Moakley studerade en särskild historisk tarotlek, vanligtvis känd som Visconti-Sforza-leken. Moakleys bok identifierade  härkomsten av Visconti-Sforza-leken korrekt, familjen för vilken den skapades, och rapporterade om dem i detalj. Dessutom undersökte hon den kremonesiske målaren Bonifacio Bembos liv och arbete och hans förhållande till familjen Visconti-Sforza. Årtionden efter att kortleken ursprungligen skapades målades ytterligare sex ersättningskort. Dessa har tillskrivits olika skapare, inklusive Bembos bror Benedetto.
Förutom att vara en rikt målad och förgylld artefakt, är Visconti-Sforza-leken ett av de tidigaste kvarvarande tarotlekarna, förmodligen tillverkad ett decennium efter spelets skapelse, och en av de mest kompletta lekarna sedan Tarots första halvsekel. Flera andra lyxlekar verkar utformats efter samma mönster, troligen från en verkstad i Cremona. Designen på Visconti-Sforza är karakteristisk för den stora majoriteten av alla senare tarotlekar. Moakleys bok inkluderade svartvita reproduktioner av alla 74 kort, och identifierade ämnet för alla överlevande trumflekar, med användning av passande namn från 1400-talets källor. Hon identifierade också svitmärken som typiska för tidiga italienska kortlekar korrekt, som koppar, mynt, svärd och stavar.

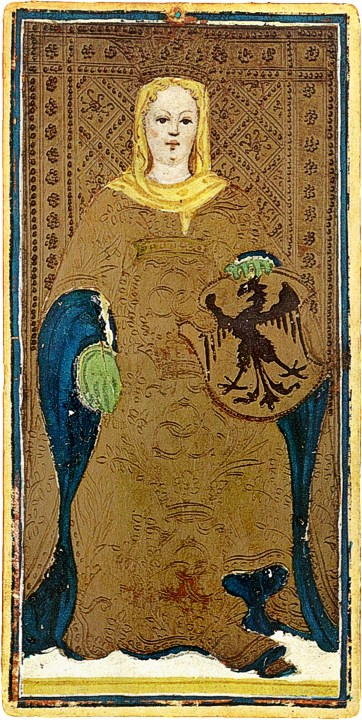
Visconti-Sforzas kejsarinnakortet, som visar motivet av borromeiska ringarna.

## Reception

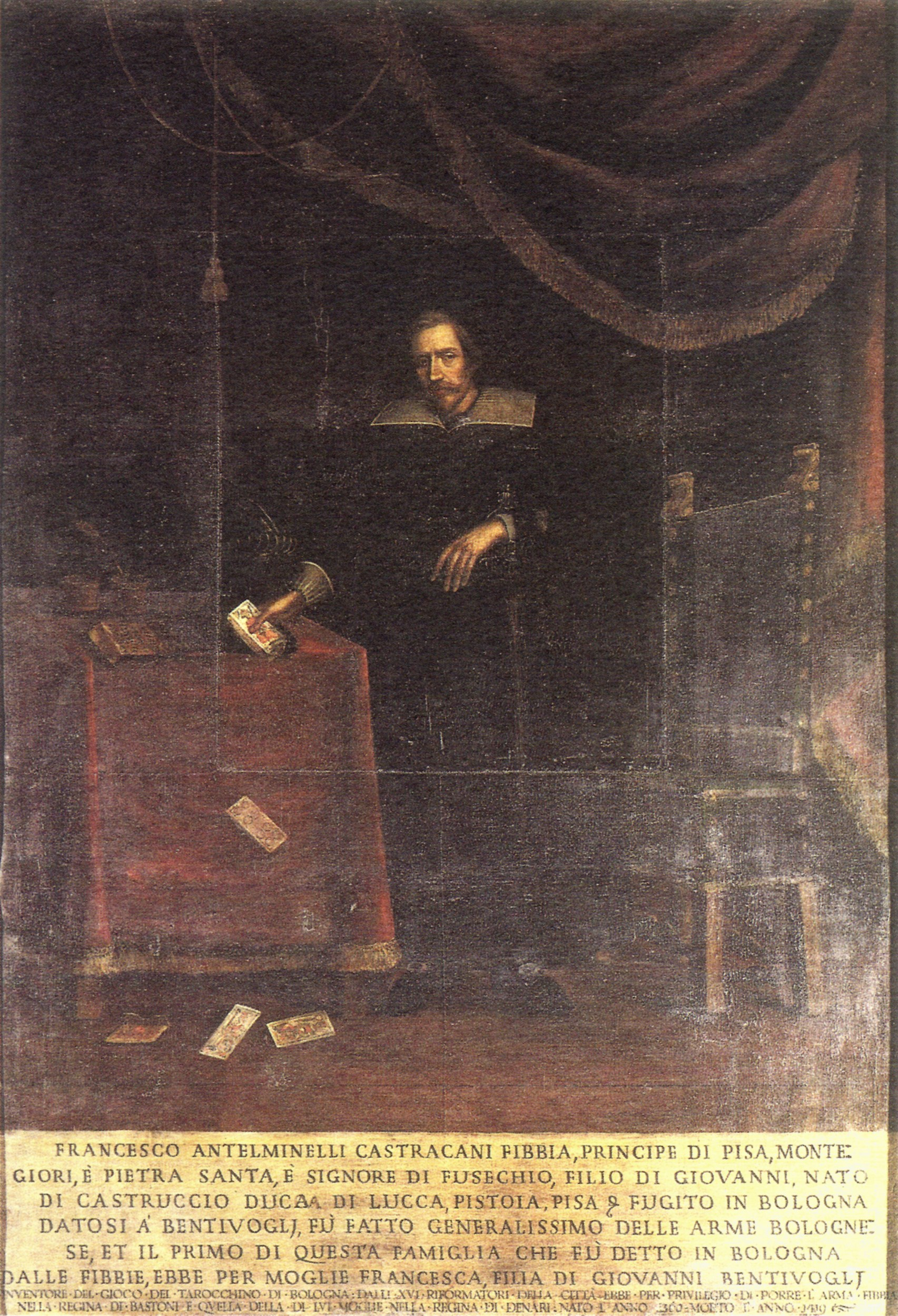
Prins Castracani Fibbia (1360-1419) med tarotkort. Batongernas drottning bär Fibbia-armarna.

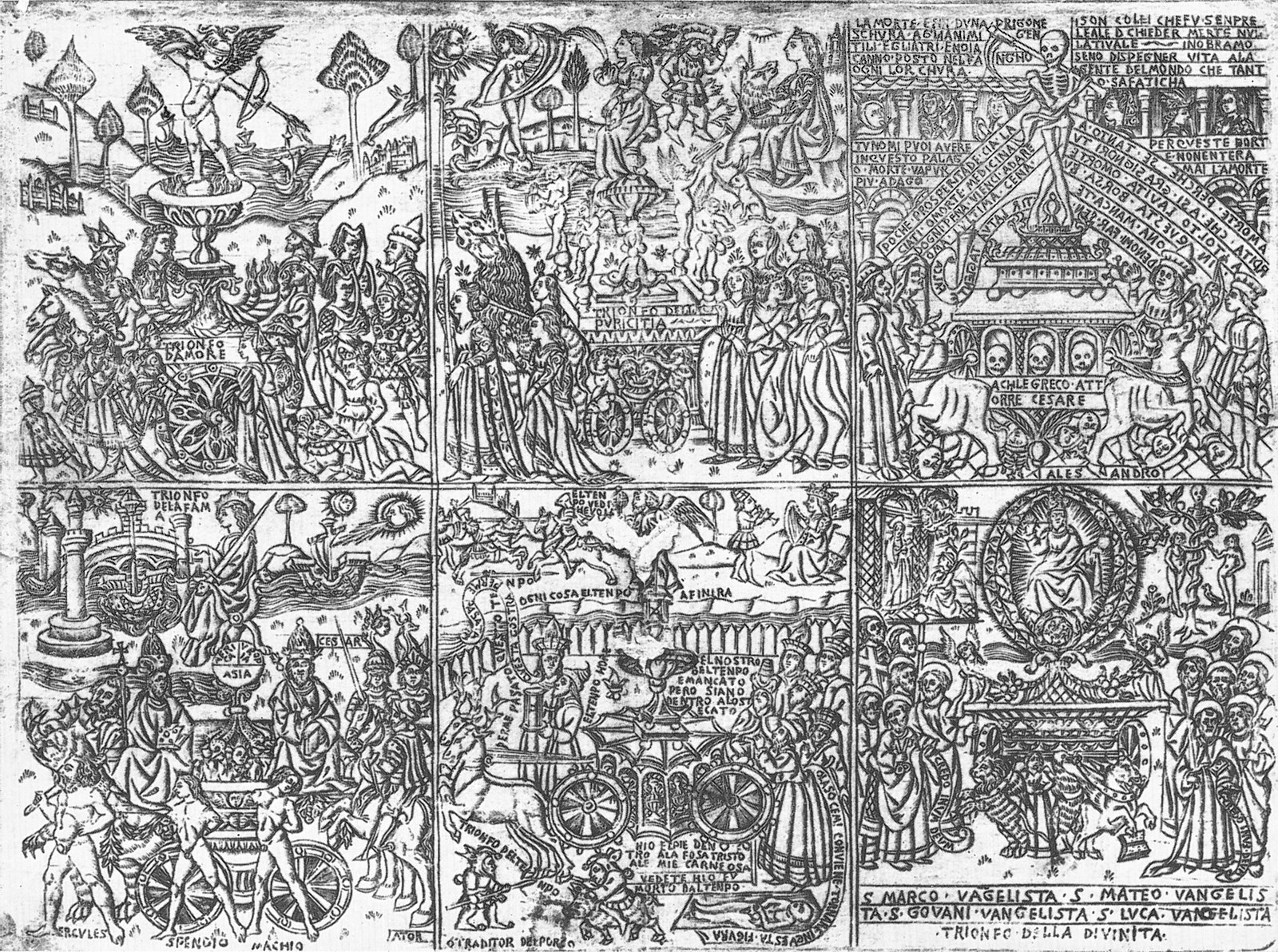
Petrarcas sex triumfer; Florentinskt träsnitt, 1500-talet.

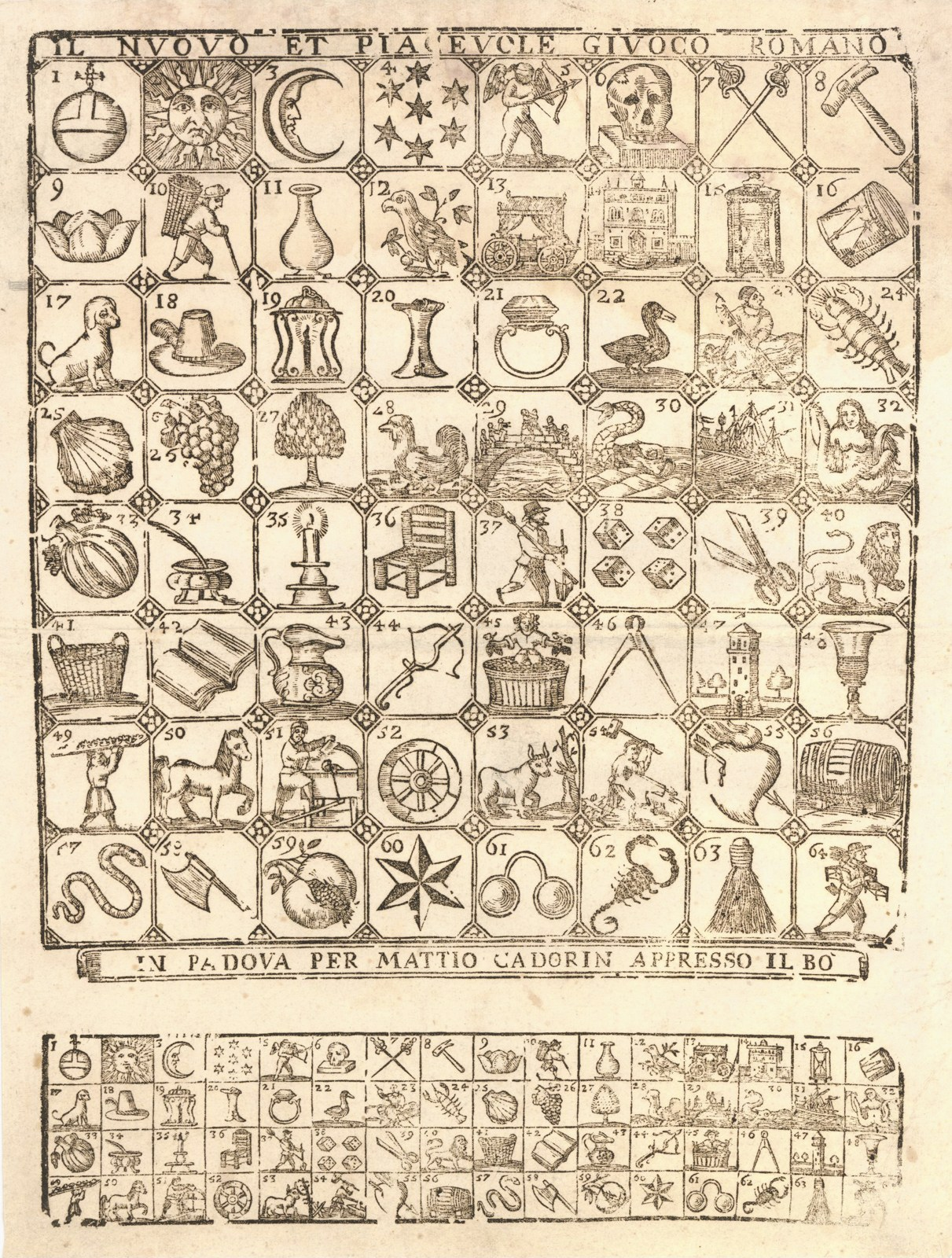
Il Nuovo et Piacevole Giuoco Romano, ett brädspel från 1600-talet av typen Biribissi, från Padua.

Vissa aspekter av Moakleys förståelse för Tarot har visat sig vara korrekta, till skillnad från de flesta författare tidigare. Hon närmade sig Tarot som ett kortspel från 1400-talets Italien snarare än ett esoteriskt manifest av mystiskt ursprung och överföring. 1980 bekräftade och dokumenterade Michael Dummetts omfattande studie av tarothistorien, The Game of Tarot, dessa slutsatser. Likaså har det konsthistoriska förhållningssättet till att förstå ämnet på korten visat sig vara mer produktivt än ockulta påtvingningar. Detta tillvägagångssätt inkluderade att fokusera på en specifik, mycket tidig lek med identifierbar härkomst   som möjliggjorde identifieringen av många specifika Visconti- och Sforza-emblem på korten.

## Alternativa tolkningar
På 1500-talet fanns det två italienska författare som skrev essäer om betydelsen av tarot. Båda presenterade trumfcykeln som en moralisk allegori snarare än ett esoteriskt manifest, hemlig kodbok, initieringsritualer, spådomsredskap, representation av något föregångare av konstverk eller litteratur, eller en av de olika andra genrer som trumfarna har tilldelas av ockultister och 1900-talsförfattare. På 1800-talet fanns det några författare som menade att betydelsen av tarottrumfkorten var närmast besläktad med Dödsdansens verk av förmodern konst. Detta är nära besläktat med de moraliska allegorier som föreslagits av de två renässansförfattarna. Båda förhållningssätten till trumfarna liknar Moakleys, med tanke på att Petrarcas Trionfi i sig är en moralisk allegori centrerad kring Dödens triumf, och att andra varianter av Petrarca var populära konstnärliga teman i cassoni och födelsebrickor.
På 1700- och 1800-talen uppfanns den ockulta taroten. Författare med lite kunskap om eller intresse för tarotens historiska fakta hittade på berättelser. Under 1900-talet har oräkneliga spåkonstnärer, ockultister och New Age-författare erbjudit variationer på temat för ockultister från 1700- och 1800-talet. Dessutom föreslogs ett antal nya teman i Alfred Douglas bok från 1972, spekulationer som fortsätter att inspirera esoteriker idag. Ett tema som är värt att nämna är Fool's Journey. Detta etablerades och främjades på 1960- och 1970-talen av Eden Gray, och har blivit en bas i moderna, esoteriska tarottolkningar. Den kanske mest anmärkningsvärda förespråkaren för denna tolkning var Theodore Roszak, en framstående samhällskritiker och författare till The Making of a Counter Culture (1969). Hans broschyr från 1988, Fool's Cycle/Full Cycle: Reflections on the Great Trumps of the Tarot, presenterar ett ganska standardexempel på tolkningen.
William Marston Seabury och Joseph Campbell föreslog ett annat tillvägagångssätt; de båda hävdade att Tarot-trumfkorten hade någon koppling med Dante Alighieris mästerverk, Den gudomliga komedin. John Shephard försökte förklara trumfarna och deras sekvens med hänvisning till ett medeltida astrologiskt koncept känt som Children of the Planets. Timothy Betts försökte förklara trumfarna som en representation av medeltida kristna legender om den siste kejsaren och eskatologiska händelser. De allra flesta tolkningar från 1900-talet vädjar uttryckligen till blivande mystiker, spåkonstnärer och entusiaster vars primära intresse för tarothistoria och ikonografi är validering av New Age-folklore och esoteriska praktiker. Det faktum att Moakleys skrifter var avsedda att nå en bredare publik, och att ta upp mer objektiva historiska frågor, utmärker dem.

## Publikationer

### Böcker och artiklar
- "The Waite-Smith Tarot: A Footnote to The Waste Land", Bulletin of the New York Public Library, 1954, v.58, s. 471-475.
- "The Tarot Trumps and Petrarch's Trionfi: Some Suggestions on their Relationship", Bulletin of the New York Public Library, 1956, v.60, s. 55-69.
- Moakley, Gertrude (1957). Basic Filing Rules for Medium-sized Libraries: a Compend Filing Code for Catalogs of 120 to 2000 Trays. Rudolf Flesch. William-Frederick Press. https://books.google.com/books?id=6HoYAAAAIAAJ
- Moakley, Gertrude (1966). The Tarot Cards Painted by Bonifacio Bembo for the Visconti-Sforza Family: An Iconographic and Historical Study. New York Public Library. https://books.google.com/books?id=d3clAAAACAAJ

### Bidrag
- Papus (1958). ”Introduction”. The Tarot of the Bohemians: Absolute Key to Occult Science. A.E. Waite (översättning), Gertrude Moakley (introduktion). Arcanum Books
- Waite (1959). ”Introduction, and Note on the Tarot as a Game”. The Pictorial Key to the Tarot: Being Fragments of a Secret Tradition under the Veil of Divination. University Books

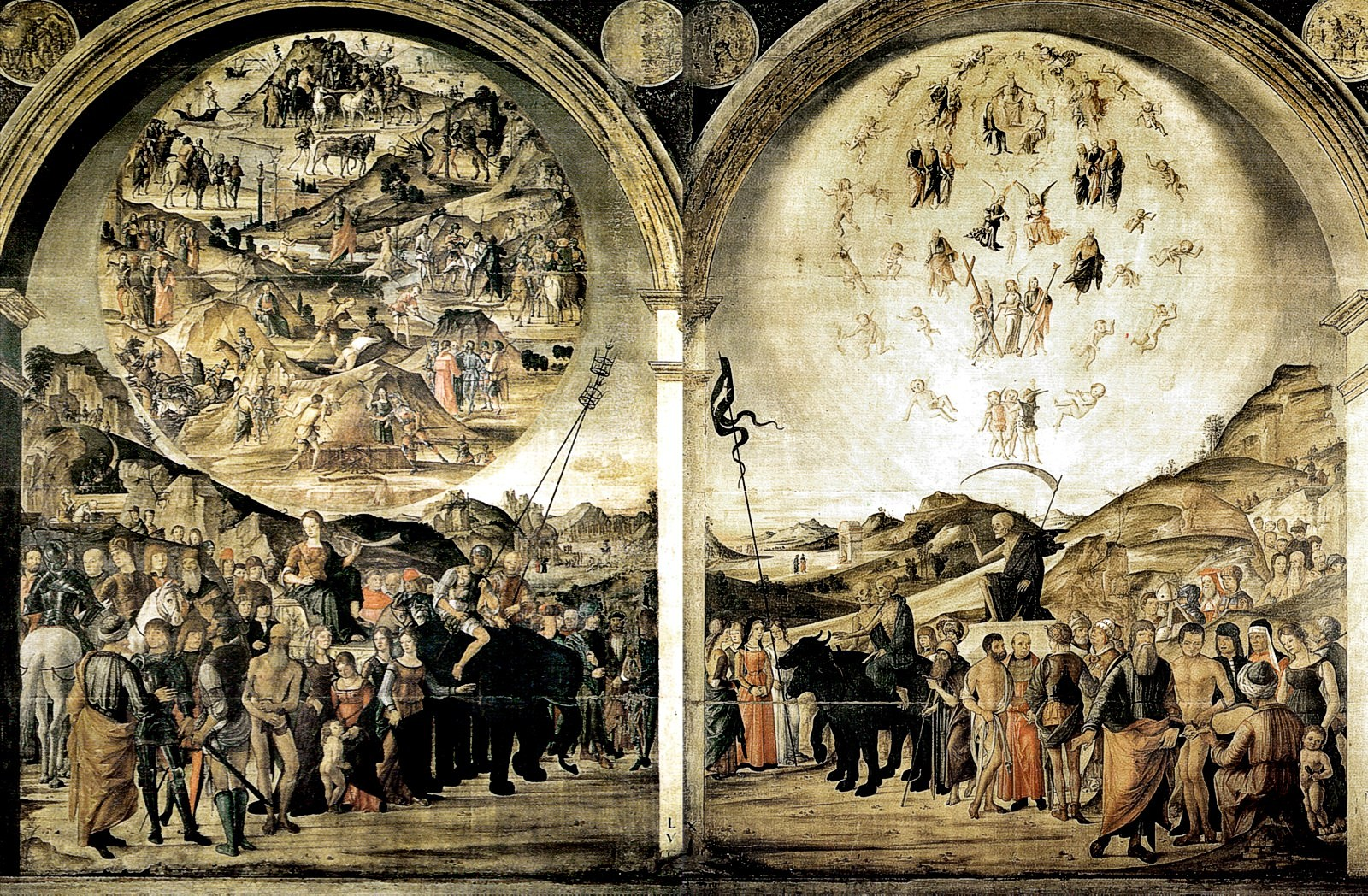
Petrarkisk allegori som visar triumfer av berömmelse och död, Bentivoglio-kapellet, Bologna, sent 1480-tal.

## Fotnoter
1. ↑  Nebel's show var på WOR 710 i New York fram till 1964, och programmet med Gray och Moakley var i maj 1959.
2. ↑  Visconti-Sforza-leken är också känt som Pierpont Morgan-Bergamo-leken. De överlevande korten är uppdelade mellan Pierpont Morgan Library i New York, Accademia Carrara i Bergamo och en privat samling.
3. ↑  Ett antal senare exemplar är kända. Dessutom skickade Bianca Maria Visconti ett brev daterat 1452, ungefär vid tiden för Visconti-Sforza-kortleken, till sin man Francesco Sforza, med en begäran från Sigismondo Malatesta, Lord of Rimini, om en kortlek med tarotkort av det slag som gjordes i Cremona. Pizzagalli, 1988.
4. ↑  Vissa detaljer är fortfarande osäkra, även när det gäller denna berömda och välstuderade kortlek, men dess författarskap och härkomst är bättre etablerad än de flesta kortlekar eller standardmönster för spelkort.